# Coris formosa

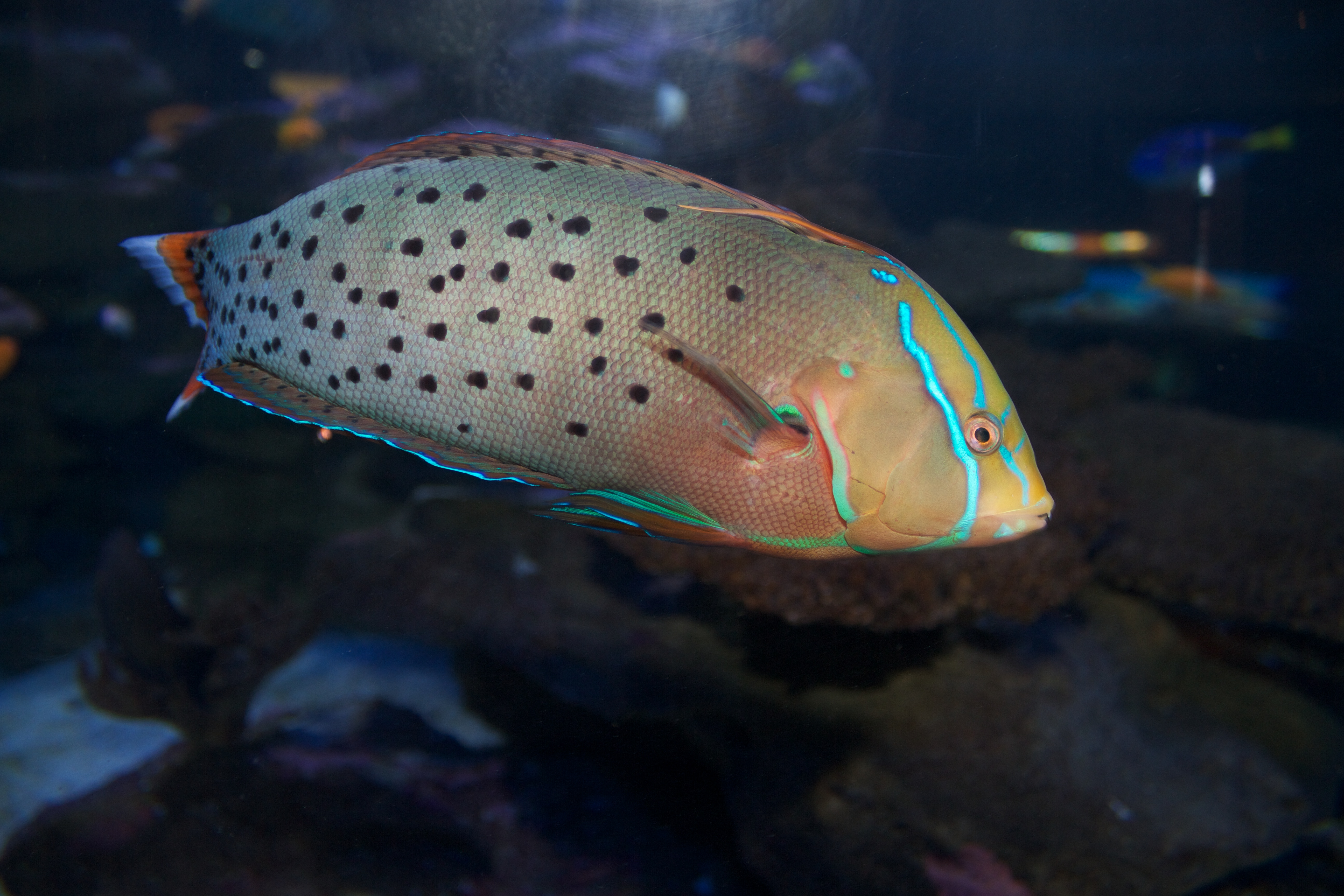
maschio adulto

Coris formosa (Bennett, 1830) è un pesce di acqua salata appartenente alla famiglia Labridae.

## Habitat e Distribuzione
Proviene dalle barriere coralline dell'oceano Indiano occidentale. È stato trovato anche nel Mar Rosso, sulle coste del Sudafrica, Kenya, Tanzania, Madagascar e dello Sri Lanka. Presente anche dalle Isole Mauritius, Seychelles e Riunione. Nuota tra i 2 e i 30 m di profondità in zone ricche di vegetazione acquatica, spesso con fondali rocciosi.

## Descrizione
Presenta un corpo molto compresso lateralmente e molto alto, mentre la testa è abbastanza arrotondata. Nel corso della vita del pesce la livrea cambia notevolmente; i giovani sono prevalentemente arancioni con qualche area marrone e delle macchie bianche, mentre i maschi adulti hanno una colorazione più complessa: il colore di fondo è verde-grigiastro con dei puntini neri, mentre la testa è giallastra ed attraversata da delle linee azzurre diagonali. La gola e la zona sotto l'opercolo sono rosate. La pinna dorsale e la pinna anale sono basse e molto lunghe e sono bordate di rosso e di azzurro. La pinna caudale è arrotondata ed è rossa con un'ampia fascia bianca o blu sul bordo. Raggiunge i 60 cm.

## Biologia

### Comportamento
In genere è solitario.

### Alimentazione
Ha una dieta prevalentemente carnivora che comprende invertebrati acquatici come ricci di mare, crostacei e varie specie di molluschi.

### Riproduzione
È oviparo e la fecondazione è esterna. È ermafrodita e gli esemplari più grossi sono maschi. La riproduzione avviene in harem composti da un maschio dominante e da diverse femmine. Non vi sono cure tra genitori e uova.

## Conservazione
Gli esemplari giovani vengono a volte pescati ed esportati per l'acquariofilia, ma a parte quello non sono presenti particolari minacce e quindi la lista rossa IUCN lo classifica come "a rischio minimo".